# ارنست فریتز اشمیت
ارنست فریتز اشمیت (انگلیسی: Ernst Fritz Schmid; ۷ مارس ۱۹۰۴ – ۲۰ ژانویهٔ ۱۹۶۰) استاد دانشگاه و موسیقی‌شناس اهل آلمان بود.